# Francis Annesley (1663-1750)
Francis Annesley (octobre 1663 - 7 avril 1750) est un avocat et homme politique irlandais qui siège à la Chambre des communes irlandaise entre 1692 et 1714, à la Chambre des communes anglaise de 1705 à 1708 et à la Chambre des communes britannique entre 1708 et 1734.

## Jeunesse
Annesley est le fils aîné de l'hon. Francis Annesley de Castlewellan, comté de Down et son épouse Deborah Jones, fille de Henry Jones, évêque de Meath. Il entre au Trinity College de Dublin en 1679 et obtient un BA en 1682 et LL. B. et LL. D en 1725 . Il est admis à l'Inner Temple en 1684 et reste à Londres pendant le conflit en Irlande. Il est admis au barreau en 1690. Il fait un mariage financièrement avantageux à Elizabeth Martin, la fille de Joseph Martin, un marchand de Londres, le 5 juillet 1695 . En 1700, il devient directeur de la New East India Company. Il est élu membre de la Royal Society en 1704 .

## Carrière politique
Annesley est à l'origine un whig de pays irlandais et cherche à protéger les intérêts protestants contre les influences presbytériennes catholiques et écossaises. Il est élu député de Downpatrick au Parlement d'Irlande en 1695, siégeant jusqu'à son expulsion en 1703. Il est commissaire d'enquête sur les successions confisquées en Irlande de 1699 à 1700, et fiduciaire des ventes de 1700 à 1703 .
En 1705, Annesley est élu sans opposition en tant que député anglais de Preston. Il est réélu sans opposition comme député de Westbury sous le patronage de Lord Abingdon à l'élection générale de 1708. Il est élu lors d'un scrutin en 1710 et réélu sans opposition en 1713. Il est également député de Downpatrick pour la troisième fois de 1713 à 1714 .
Aux élections générales de 1715, il est d'abord élu député de Westbury après une double élection, mais il est démis de ses fonctions sur pétition deux mois plus tard. En octobre 1716, il est nommé l'un des administrateurs des biens personnels confisqués de Lord Bolingbroke. Il regagne son siège à Westbury en 1722 et y reste 1727. Il vote contre l'administration dans ce Parlement. Il ne se représente pas aux élections générales de 1734 .

## Famille et héritage
Annesley se marie deux fois. En juillet 1732, il épouse Elizabeth Gomeldon, veuve de William Gomeldon de Summerfield Hall, Kent et fille de John Cropley de Rochester, Kent. Il épouse ensuite Sarah Lady Fowler, la veuve de Sir Richard Fowler, 2e baronnet, de Harnage Grange, Shropshire et fille de William Sloane de Portsmouth, Hampshire .
Annesley est mort en 1750. Il a sept fils et deux filles de sa première femme .